# Liste der Biografien/Huu
Liste der Biografien |
Portal Biografien |
Personensuche
# |
A |
B |
C |
D |
E |
F |
G |
H |
I |
J |
K |
L |
M |
N |
O |
P |
Q |
R |
S |
T |
U |
V |
W |
X |
Y |
Z |
?
 
Ha |
Hd |
He |
Hi |
Hj |
Hk |
Hl |
Hm |
Hn |
Ho |
Hr |
Hs |
Ht |
Hu |
Hv |
Hw |
Hy
 
Hua |
Hub |
Huc |
Hud |
Hue |
Huf |
Hug |
Huh |
Hui |
Huj |
Huk |
Hul |
Hum |
Hun |
Huo |
Hup |
Huq |
Hur |
Hus |
Hut |
Huu |
Huv |
Huw |
Hux |
Huy |
Huz
Die Liste der Biografien führt alle Personen auf, die in der deutschsprachigen Wikipedia einen Artikel haben. Dieses ist eine Teilliste mit 9 Einträgen von Personen, deren Namen mit den Buchstaben „Huu“ beginnt.

## Huu
- Hữu, Mai (1926–2007), vietnamesischer Schriftsteller

### Huue
- Huuezzi, katholischer Diakon

### Huun
- Huunonen, Emil (1901–1959), finnischer Gewerkschaftsfunktionär und Politiker, Mitglied des Reichstags, Minister für Verkehr und öffentliche Arbeiten

### Huus
- Huusari, Antti (1898–1973), finnischer Zehnkämpfer
- Huusko, Anders (* 1971), schwedischer Eishockeyspieler
- Huusko, Erik (* 1971), schwedischer Eishockeyspieler
- Huuskonen, Kalevi (1932–1999), finnischer Biathlet
- Huuskonen, Lassi (* 1979), finnischer Skispringer

### Huuv
- Huuva, Rose-Marie (* 1943), schwedische Dichterin sowie Textil- und Bildkünstlerin